# Anathamna syringias
Anathamna syringias is een vlinder uit de familie van de bladrollers (Tortricidae). De wetenschappelijke naam van de soort is voor het eerst geldig gepubliceerd in 1911 door Edward Meyrick.

## Type
- holotype: "female"
- instituut: BMNH, Londen, Engeland
- typelocatie: "Solomon Islands, Choiseul"